# Danijel Ljuboja
Danijel Ljuboja (serbiska: Данијел Љубоја), född 4 september 1978 i Vinkovci i Jugoslavien (nuvarande Kroatien), är en serbisk före detta fotbollsspelare. Han avslutade karriären i RC Lens.